# 아웃 원
《아웃 원》(Out 1, noli me tangere, Out 1)은 프랑스에서 제작된 자크 리베트, 수잔 쉬프만 감독의 1971년 드라마 영화이다. 미셸 모레티 등이 주연으로 출연하였다.
이 영화는 2012년 사이트 & 사운드의 가장 위대한 영화 비평가 폴에서 최종 127위를 기록하였다.

## 출연

### 주연
- 미셸 모레티
- 에르민 카라괴즈

### 조연
- 장 피에르 레오
- 마셀 론데일

## 기타
- 원작자: 호노르 드 발작

## 같이 보기
- 상영 시간순 영화 목록